# Nostoc punctiforme
Nostoc punctiforme Hariot (1891) es una especie de cianobacteria filamentosa de vida libre como autótrofo fotosintético en presencia de luz o como heterótrofo respirador en condiciones de oscuridad y formadora de simbiosis y endosimbiosis con otros organismos. N. punctiforme forma tricomas de células vegetativas y heterocistos fijadores de N2 y dos tipos celulares especializados en la resistencia a las condiciones ambientales adversas, los acinetos y los hormogonios.

## Descripción
En vida libre Nostoc punctiforme se desarrolla en suelos húmedos formando colonias semielípticas con su superficie lisa o mamemolada de varios centímetros. Estas colonias están formadas por numerosos filamentos o tricomas estrechamente entrelazados embebidos en una abundante capa mucosa de mucílago. Los tricomas están compuestos por células vegetativas de entre 3 y 4,5 μm de diámetro y heterocistos esféricos a ovoides de entre 4 a 4,5 μm de grosor y 5,6 μm de longitud. La vaina de mucílago formada por los tricomas individuales posee cierta estratificación formada por el proceso de secreción y entre 8 y 12 μm de grosor. La reproducción del organismo tiene lugar por división simple en un mismo plano de las células vegetativas o por la producción de acinetos en casos de estrés abiótico.
Cuando Nostoc punctiforme forma simbiosis con vegetales participa en el suministro de nitrógeno en las raíces. Los filamentos penetran en los tejidos vegetales formando colonias esféricas oscuras de 0,5 mm de diámetro. La localización de estas colonias es diferente según el tipo de hospedador. En la cícada Blasia con una cutícula gruesa ocupan unas cavidades denominadas aurículas situadas en la cara ventral de la raíz, en Anthoceros penetran en cavidades intratisulares a través de poros, y en Gunnera aparecen en el interior de papilas formadas por debajo de la base del tallo. Un tipo de simbiosis particular es la que tiene lugar entre esta cianobacteria y el hongo Geosiphon pyriforme. En este caso Nostoc es endocitada por el extremo de algunas hifas que crecen posteriormente para formar una gran vesícula piriforme en cuyo interior prolifera y contribuye en el metabolismo fúngico con la síntesis de azúcares al tiempo que recibe del hongo fosfatos.

## Tipos celulares

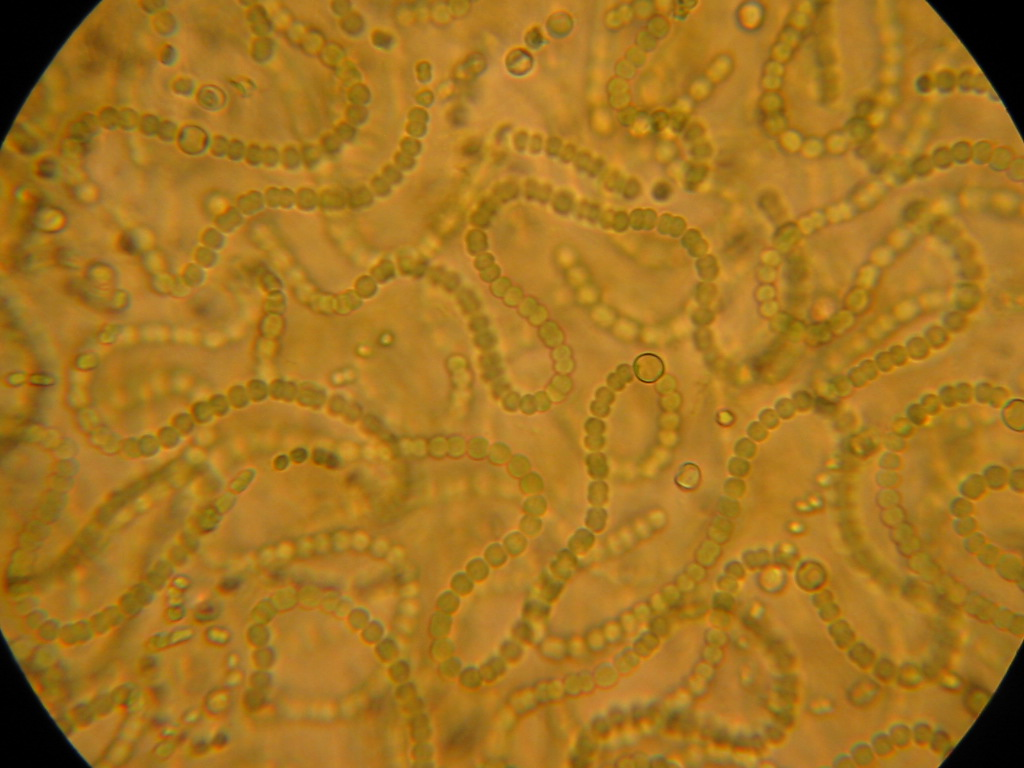
Filamentos de una especie sin determinar del género Nostoc donde se observan tricomas formados por células vegetativas y heterocistos hialinos de mayor tamaño.

Nostoc punctiforme al igual que el resto de representantes de su género produce cuatro tipos celulares a lo largo de su ciclo vital, células vegetativas, heterocistos, hormogonios y acinetos. Las células vegetativas, las que forman mayoritariamente los tricomas, son las responsables de la fijación de CO2 vía fotosíntesis y de la respiración heterótrofa y de la formación del resto de los tipos celulares. 
Los heterocistos son las estructuras responsables de la fijación de N2 atmosférico gracias a la presencia de nitrogenasa, una enzima sensible a la presencia de O2 que encuentra en estas células condiciones de anoxia óptimas. Representan aproximadamente el 10% de los tricomas apareciendo en estos en un patrón no fijado pero que suele ser de un heterocisto cada 10 o 15 células vegetativas.  La diferenciación de heterocistos a partir de células vegetativas tiene lugar entre 24 y 36 horas una vez se ha iniciado el proceso. Esta diferenciación de las células vegetativas en heterocistos depende de la expresión génica y son promovidos por la presencia de 2-oxoglutarato, un metabolito intermediario en la ruta de síntesis de amonio. La ruta reguladora iniciada por el 2-oxoglutarato parece afectar a los genes ntcA, hetR y hetF ya que los mutantes que no los expresan son incapaces de diferenciarse. La expresión de estos genes, y la subsiguiente pérdida en la tasa de fijación de nitrógeno es responsable también de la capacidad de Nostoc para formar simbiosis pues las cepas que no los poseen o expresan no son infectivas. En Nostoc simbionte con briófitos, y probablemente con otros vegetales, la difereciación de los heterocistos está controlada por el hospedador en un mecanismo poco conocido pero que no implica un descenso del pool de amonio en los tejidos del vegetal.
Los hormogonios, células que tienen como función la dispersión de la cianobacteria, son formados en condiciones de estrés cuando las células vegetativas de Nostoc de vida libre tienen una baja o nula tasa de crecimiento. Los hormogonios son cortos filamentos móviles que pueden regenerar filamentos vegetativos en 48 horas. En las cepas de Nostoc que forman parte de simbiosis con vegetales la formación de hormogonios tiene lugar como respuesta a los denominados factores de inducción de hormogonios (HIF por sus siglas en inglés) producidos por el hospedador. Los hormogonios, por su capacidad de dispersión activa son también las unidades infectivas de Nostoc punctiforme al entrar en contacto con las células de las raíces de los vegetales con los que forma simbiosis. De este modo la secreción de mucílago rico en carbohidratos por parte de células radicales vegetales promueve la penetración de los hormogonios en el interior de las células vegetales y la diferenciación de los hormogonios en primordium, estadio inmaduro de la célula vegetativa.
Por último los acinetos son las estructuras responsables de la resistencia del organismo ante condiciones ambientales adversas que dificulten el desarrollo de las células vegetativas. En estas condiciones se produce una caída en la actividad de la nitrogenasa y la glutamina sintetasa, enzimas responsables de la asimilación de N2 atmosférico. Este descenso no es simultáneo a una bajada en la tasa fotosintética al ser más sensible. Es, pues, el desequilibrio entre la proporción de carbono y nitrógeno asimilado el que promueve la diferenciación celular en acinetos.